# Krasanovići
Krasanovići (cyr. Красановићи) – wieś w Bośni i Hercegowinie, w Republice Serbskiej, w gminie Bratunac. W 2013 roku liczyła 284 mieszkańców.